# Houghton (Nova York)
Houghton és una concentració de població designada pel cens dels Estats Units a l'estat de Nova York. Segons el cens del 2000 tenia 1.748 habitants.

## Demografia
Segons el cens del 2000, Houghton tenia 1.748 habitants, 313 habitatges, i 180 famílies. La densitat de població era de 276,6 habitants per km².
Dels 313 habitatges en un 27,2% hi vivien nens de menys de 18 anys, en un 53,4% hi vivien parelles casades, en un 3,5% dones solteres, i un 42,2% no eren unitats familiars. En el 29,1% dels habitatges hi vivien persones soles el 5,8% de les quals corresponia a persones de 65 anys o més que vivien soles. El nombre mitjà de persones vivint en cada habitatge era de 2,64 i el nombre mitjà de persones que vivien en cada família era de 3,17.
Per edats la població es repartia de la següent manera: un 11% tenia menys de 18 anys, un 59,4% entre 18 i 24, un 10,1% entre 25 i 44, un 8,9% de 45 a 60 i un 10,5% 65 anys o més.
L'edat mediana era de 21 anys. Per cada 100 dones de 18 o més anys hi havia 67,7 homes.
La renda mediana per habitatge era de 37.639 $ i la renda mediana per família de 49.375 $. Els homes tenien una renda mediana de 38.125 $ mentre que les dones 19.688 $. La renda per capita de la població era de 9.139 $. Entorn del 8,7% de les famílies i el 25% de la població estaven per davall del llindar de pobresa.